# Camille Costa de Beauregard
Camille Costa de Beauregard (17. února 1841, Chambéry – 25. března 1910, tamtéž) byl francouzský římskokatolický kněz, známý svou péčí o sirotky. Katolická církev jej uctívá jako blahoslaveného.

## Život
Narodil se dne 17. února 1841 ve městě Chambéry ve Savojsku do aristokratické katolické rodiny. Jeho otcem byl státník Pantaleón Costa de Beauregard. Ve věku 22 let se rozhodl opustit dosavadní životní styl a začít se připravovat na kněžství. V září roku 1863 vstoupil do francouzského kněžského semináře v Římě, kde byl 26. května 1866 v Lateránské bazilice vysvěcen na kněze.
Roku 1867 se vrátil do Chambér, kde byl ustanoven pomocným duchovním při katedrále Saint-François-de-Sales. Věnoval se zde dělníkům a zřídil pro ně fond vzájemné pomoci. Vedl chudý a skromný život a plně se věnoval svému apoštolátu. Poté, co v srpnu roku 1867 Chambéry a okolí postihla cholera, organizoval pomoc postiženým. Byl zasažen množstvím sirotků a opuštěných dětí se rozhodl několik z nich přijmout k sobě domů. Díky daru hraběte z Boigne založil v roce 1868 sirotčinec, který mohl ubytovat až 150 strávníků. Při své péči o sirotky se inspiroval dílem sv. Jana Bosca.
Zemřel na Velký pátek dne 25. března 1910 ve svém rodném městě. Jeho ostatky jsou uchovávány v kapli Fondation du Bocage v Chambéry, kam byly přeneseny z místního hřbitova.

## Úcta

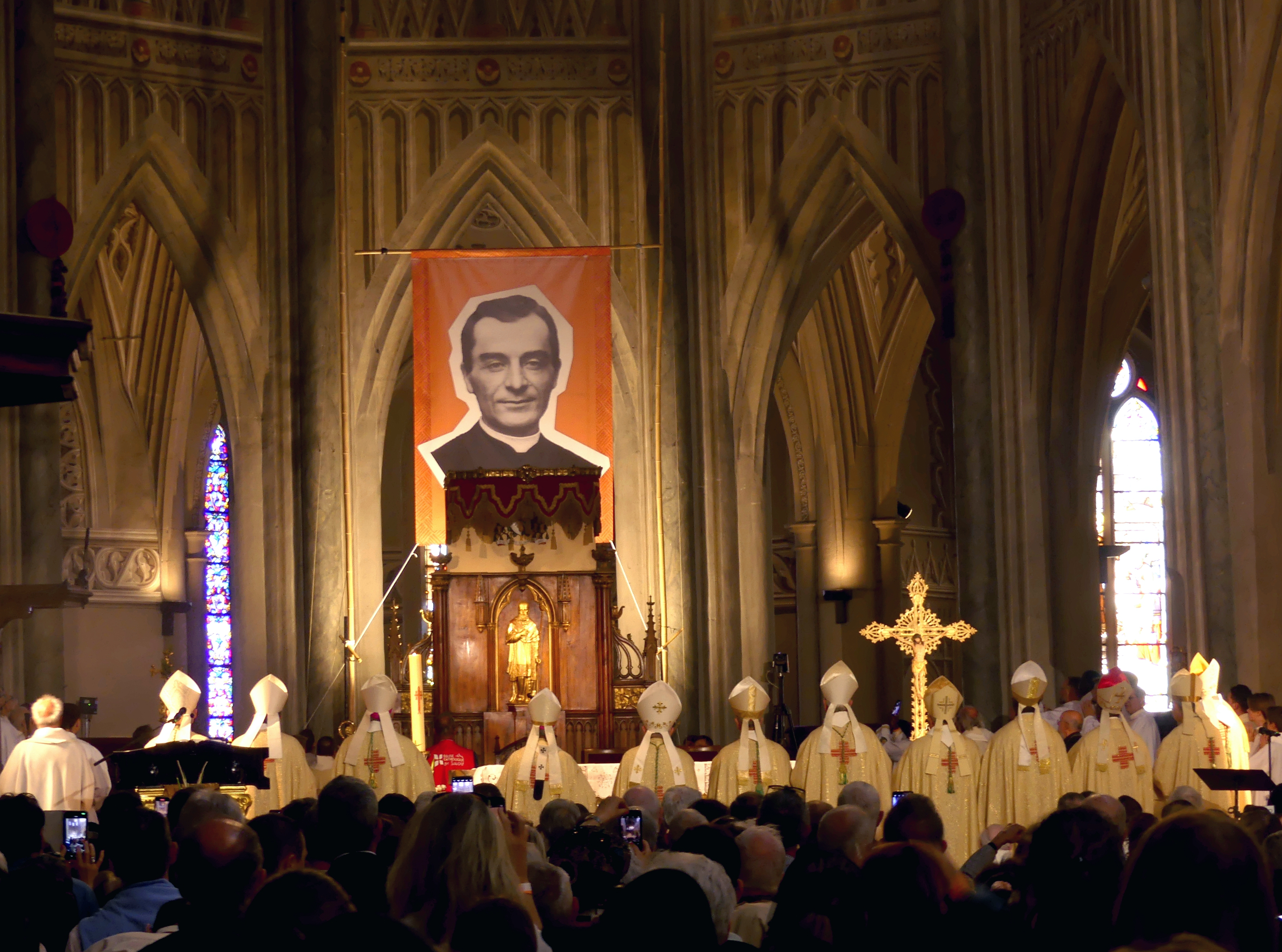
Jeho blahořečení v katedrále Saint-François-de-Sales v Chambéry

Jeho beatifikační proces započal dne 25. ledna 1961, čímž obdržel titul služebník Boží. Dne 22. ledna 1991 jej papež sv. Jan Pavel II. podepsáním dekretu o jeho hrdinských ctnostech prohlásil za ctihodného. Dne 14. března 2024 byl uznán zázrak na jeho přímluvu, potřebný pro jeho blahořečení.
Blahořečen pak byl dne 17. května 2025 v katedrále Saint-François-de-Sales v Chambéry. Obřadu předsedal jménem papeže Lva XIV. apoštolský nuncius ve Francii, arcibiskup Celestino Migliore. Šlo o vůbec první beatifikační obřad slavený za papežova pontifikátu.
Jeho památka je připomínána 27. května. Bývá zobrazován v kněžském oděvu.